# DRF-Luftrettung
A DRF Luftrettung e.v. (röviden Deutsche Rettungsflugwacht, DRF, magyarul: „német légimentés”) német légimentő egyesület, melynek központja a Stuttgart mellett található Filderstadtban található.
A szervezet Németországon kívül Ausztriában, Luxemburgban és Olaszországban állomásoztat helikoptereket és repülőgépeket.

## Története, A Björn Steiger alapítvány
A  hatéves Björn Steiger tragikus kimenetelű balesete után, apja Siegfried és anyja Ute Steiger 1969-ben megalapítják a világhíres Björn Steiger Stifftungot, azaz a Björn Steiger alapítványt.
Steigerék felismerték a mentőszolgálat akkori problémáit, melyek fiuk halálát okozta. 
Az alapítvány 1970-től fontos tényezőként van jelen a német egészségügyi rendszerben.
Legfontosabb vívmányaik:
- útszéli SOS telefonok
- a 112-es hívószám németországi, majd európai bevezetése
- Deutsche Rettungsflugwacht
- mobil, elérhető defibrillátorok
- mobilcella-információs keresőrendszer

A német légimentés története, a Deutsche Rettungsflugwacht 1972-es megalapításával kezdődik. Az alapítvány felismerte, hogy a Mentőautók lassúak, és nem minden helyet tudnak megközelíteni. A mentés a földön, gyorsan már többé nem lehetséges, így ezt a levegőből kell folytatni.
1973-ban Oberpfaffenhofenben állomásoztatták az NSZK és Európa legelső privát mentőhelikopterét, a Christopf 1-et. Ennek megszervezése egy példátlan együttműködés eredménye. Az együttműködő felek a következőek voltak: az ADAC, a német belügyminisztérium és a Deutsche Rettungsflugwacht/Björn Steiger Stiftung. A helikoptert Szent Kristófról nevezték el, aki a mentés védőszentje a keresztény világban.
Christopf 1 később München-Harlachingban lett állomásoztatva.

## A német légimentés manapság
A DRF Luftrettung 34, az ADAC 33 helikopterrel végzi a légimentést Németországban és a DRF helikopterek közül jó néhány még az éjszakai légimentésre is képes.(Christopf München, Christopf Regensburg stb.)

## Külső hivatkozások
- drf-luftrettung.de

rth.info-Faszination Luftrettung
- adac.de

1. ↑  https://www.dzi.de/organisation/drf-stiftung-luftrettung-gemeinnuetzige-ag/. (Hozzáférés: 2020. december 19.)